# Lars

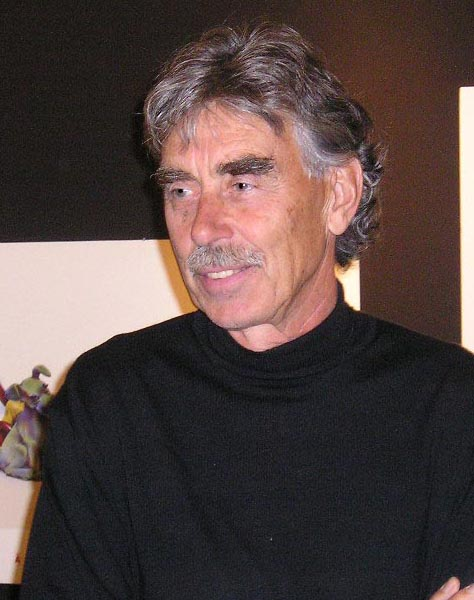
Lasse Åberg.

Lars är en kortform för latinets Laurentius 'den lagerkrönte'. Det tidigaste belägget för namnet i Sverige är från år 1524, men som smeknamn förekom Lars redan på 1300-talet. Ett namn av samma form, Lars, av okänt ursprung, har förekommit ofta hos etrusker.
Personer som heter Lars kallas ofta för Lasse eller Larssa. Namnet kan även användas som del i ett dubbelnamn som exempelvis Lars-Erik eller Lars-Gunnar.
Namnet är det tredje vanligaste mansnamnet i Sverige. Namnet är särskilt vanligt bland dem som föddes mellan 1940 och 1960, men det är ovanligt som tilltalsnamn bland de yngsta. Den 31 december 2005 fanns det totalt 244 283 personer i Sverige med namnet Lars/Lasse varav 107 605 med det som tilltalsnamn. År 2003 fick 1496 pojkar namnet, varav 20 fick det som tilltalsnamn.
Namnsdag i Sverige: 10 augusti även Lasse på samma dag mellan 1986 och 1993. I den finlandssvenska namnsdagslängden har Lars namnsdag 10 augusti sedan starten 1929, då en egen namnsdagskalender togs i bruk för finlandssvenskar. Från 2015 finns också parallellformen Lasse i den finlandssvenska namnsdagskalendern.

## Personer med namnet Lars
- Lars Adaktusson, journalist, politiker (kd)
- Lars Ahlin, författare
- Lars Amble, skådespelare
- Lars Amréus, riksantikvarie
- Lars Andersson, författare
- Lars Arnesson ("Laban"), fotbollsspelare och -tränare, svensk förbundskapten
- Lars Asplund, datavetare specialiserad inom robotik
- Lasse Bagge, kompositör, textförfattare, arrangör, musiker
- Lars Beckman (genetiker), universitetsrektor
- Lars G:son Berg, diplomat
- Lars Berghagen, musiker och skådespelare
- Lars Bergland, friidrottare
- Lars Bergquist, diplomat och författare
- Lars-Gunnar Björklund, sportjournalist
- Lars Björn, ishockeyspelare
- Lars Blohm, dirigent, hovorganist
- Lars Brandeby, komiker
- Lars Bryggman, ishockeyspelare
- Lars Bygdén, sångare, låtskrivare
- Lars Bäckström, författare, litteraturkritiker och översättare
- Lars Bäckström, politiker (v), landshövding
- Lars Börgeling, tysk friidrottare
- Lars Carlzon, biskop
- Lars Danielsson, statssekreterare (s), ambassadör
- Lars De Geer, friherre, politiker (fp), f.d. statsråd
- Lars Demian, trubadur
- Lars Edlund, cembalist, tonsättare
- Lars Ekborg, skådespelare
- Lars Engqvist, politiker (s), f.d. statsråd, f.d. landshövding
- Lasse Englund, musiker, gitarrist, musikproducent
- Lars Eric Ericsson, politiker (s) och ämbetsmän, f.d. landshövding
- Lars Magnus Ericsson, uppfinnare och företagare
- Lars Eriksson, komiker, skådespelare
- Lars Flinckman, dragshowartist
- Lars Forssell, författare, ledamot av Svenska akademien
- Lars Furhoff, mediakritiker, högskolerektor
- Lars Färnlöf, trumpetare och kompositör
- Lars Gathenhielm, kapare
- Lars Glassér, kanotist, OS-silver 1952
- Lars U. Granberg, politiker (s)
- Lars Gullin, jazzmusiker
- Lars Gustafsson, svensk författare och filosof
- Lars-Erik Gustafsson, svensk friidrottare
- Lars Gyllensten, författare, ledamot av Svenska akademien
- Lars Haikola, f.d. universitetskansler
- Lars Hall, modern femkampare, OS-guld 1952 och 1956, bragdmedaljör
- Lars Hansson, skådespelare
- Lars Hartman, teolog
- Lars Heikensten, f.d. riksbankschef
- Lars Heineman, fotbollsspelare
- Lars Johan Hierta, tidningsman, bokförläggare, företagare och politiker
- Lars Holm, låtskrivare och sångare
- Lasse Holmqvist, TV-programledare
- Lars Huldén, finländsk språkforskare, författare och översättare
- Lars Jansson (författare), finländsk författare och serieskapare, bror till Tove Jansson
- Lars Jansson (jazzmusiker), jazzmusiker, kompositör och arrangör
- Lars Jonung, nationalekonom, professor
- Lars Karlbom, friidrottare
- Lars Karlsson (ishockeyspelare född 1960)
- Lars Korvald, norsk politiker, statsminister 1972-1973
- Lasse Krantz, skådespelare, sångare och revyartist
- Lars Kronér, programledare
- Lars Levi Læstadius, präst, botaniker
- Lars Lagerbäck, fotbollstränare, förbundskapten för Sveriges herrlandslag i fotboll
- Lars-Gunnar Larsson (läkare), professor i radioterapi, universitetsrektor
- Lars Leijonborg, politiker (fp), f.d. partiordförande, f.d. statsråd
- Lars Lerin, konstnär, författare
- Lars Lind, skådespelare
- Larz-Thure Ljungdahl, programledare
- Lasse Lucidor, författare
- Lars-Gunnar "Krobbe" Lundberg, ishockeyspelare
- Lars-Erik Lundvall, ishockeyspelare
- Lars Lönndahl, sångare
- Lars Lönnroth, litteraturvetare
- Lars-Erik Lövdén, politiker (s), f.d. statsråd, f.d. landshövding
- Lars-Erik Moberg, kanotist, 2 OS-silver 1984
- Lars Molin (författare), författare, dramatiker och regissör
- Lars Molin (ishockeyspelare), ishockeyspelare och tränare
- Lars Mortimer, serietecknare
- Lars Myrberg, boxare, OS-brons 1988
- Lars Nelson, längdskidåkare, OS-guld i stafett 2018
- Lars-Göran Nilsson, ishockeyspelare
- Lars Nittve, chef för Moderna Museet i Stockholm
- Lars Nordström, civilingenjör, professor, generaldirektör
- Lars Norén, poet, dramatiker, teaterman
- Lars Ohly, politiker (v), partiordförande
- Lars Olsson (längdskidåkare)
- Lasse O'Månsson, redaktör, komiker
- Lars Onsager, norsk-amerikansk kemiingenjör, nobelpristagare
- Lars Orup, journalist
- Lars Peterson (generaldirektör), statssekreterare och generaldirektör (SJ)
- Lars-Gunnar Pettersson, ishockeyspelare
- Lars Porsena, etruskisk kung
- Lars Løkke Rasmussen, dansk politiker, f.d. statsminister
- Lars Ridderstedt, teolog
- Lars Riedel, tysk friidrottare
- Lars Roos, pianist
- Lars Samuelson, dirigent
- Lars-Åke Sivertsson, ishockeyspelare
- Lars-Erik Sjöberg, ishockeyspelare
- Lars Skalm, finländsk adelsman och borgmästare i Åbo
- Lars Skiöld, ämbetsman
- Lars-Erik Skiöld, fotbollsspelare och brottare, OS-brons i brottning 1980
- Lars Sonck, finländsk arkitekt
- Lars Stjernkvist, politiker (s)
- Lasse Strömstedt, författare, debattör
- Lars Söderdahl, barnskådespelare
- Lars-Erik Thunholm, bankman och författare
- Lars Thörn, kappseglare, OS-guld 1956, OS-silver 1964
- Lars Tynell (bibliotekarie), f.d. riksbibliotekarie
- Lars Törnman, politiker (s)
- Lars Israel Wahlman, arkitekt
- Lars Johan Werle, tonsättare
- Lars Werner, politiker (v), partiordförande
- Lars Widding, författare
- Lars Widéll, pastor, musiker, kompositör
- Lars-Åke Wilhelmsson, dragshowartist känd som Babsan
- Lars Winnerbäck, musiker
- Lars Wivallius, poet
- Lars Wohlin, politiker, riksbankschef
- Lars Zetterquist, violinist, konsertmästare
- Lars Åberg, mångsysslare
- Lars Åhlén, hovrättspresident